# Ilías Tsirimókos
Ilías Tsirimókos (em grego: Ηλίας Τσιριμώκος; 1907 — 1968) foi um político da Grécia. Ocupou o cargo de primeiro-ministro da Grécia entre 20 de Agosto de 1965 a 17 de Setembro de 1965.